# Leitner
La Leitner AG/S.p.A. è un'azienda italiana che produce impianti a fune. Assieme a Doppelmayr, rappresenta una delle principali società mondiali del settore. Al 2018 ha 11 stabilimenti produttivi tra Italia, Francia, Austria, Slovenia e in Nordamerica, 65 filiali e 132 centri di assistenza in tutto il mondo.

## Storia

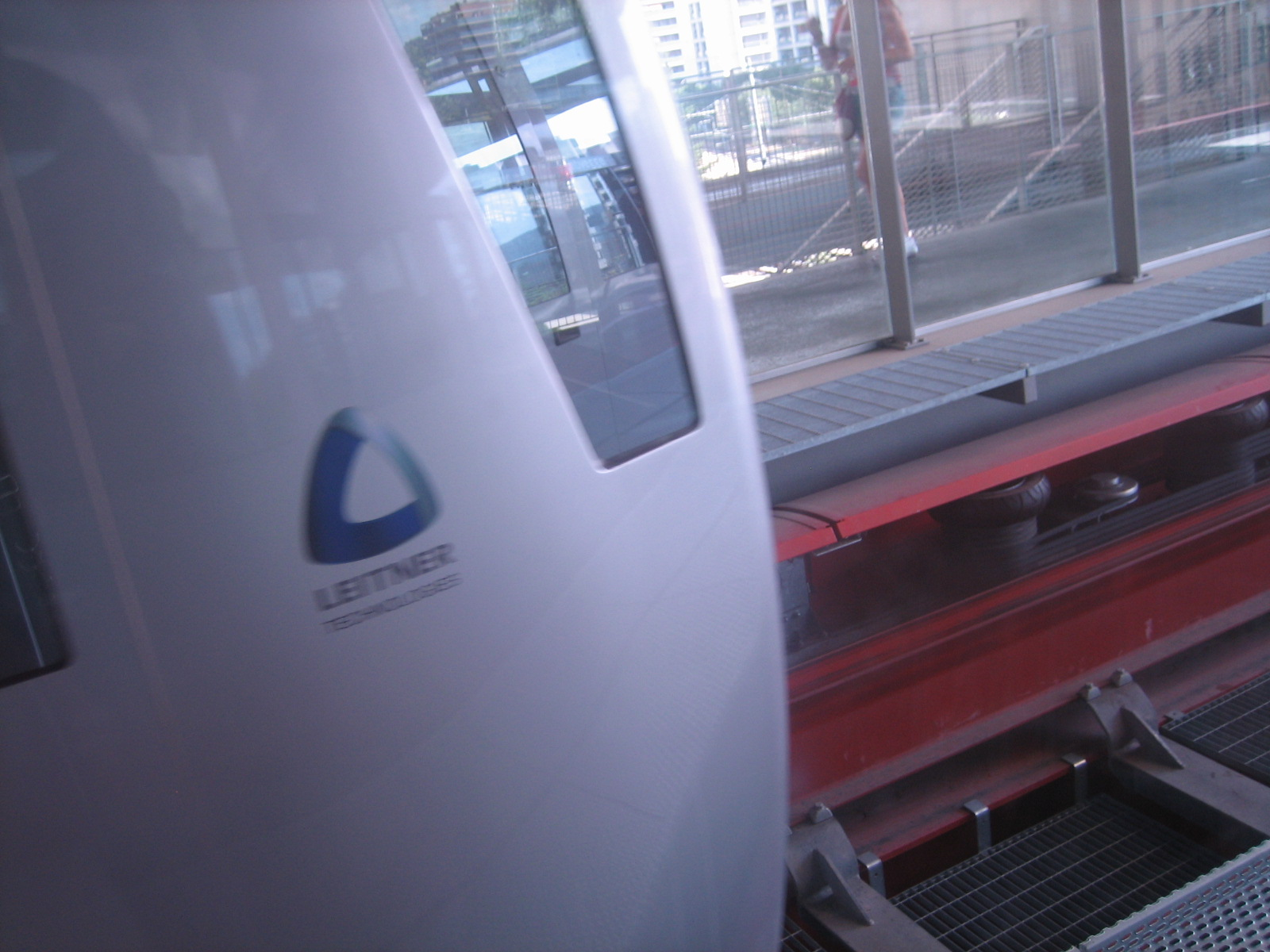
Una delle vetture del Minimetrò di Perugia con il logo della Leitner

Fondata nel 1888 da Gabriel Leitner, l'azienda in origine era un'officina che si occupava di macchine agricole, teleferiche per il trasporto di materiali, turbine idrauliche e lavori di segheria. Nel 1925 l'impresa iniziò la produzione di macchine agricole in serie. Dopo la seconda guerra mondiale, la Leitner abbandonò la produzione di teleferiche per materiali e focalizzò la sua attività sul trasporto di persone, motivata dal crescente turismo nelle Alpi. La prima seggiovia Leitner fu costruita nel 1947 a Corvara in Val Badia; attualmente è sostituita dalla cabinovia Col Alt. A seguito dei successi ottenuti in questo nuovo settore, nel 1970 ebbe termine la produzione di macchine agricole, sostituita dal settore dei veicoli battipista.
Negli anni novanta, dopo un periodo di difficoltà che portò Michael Seeber a rilevare la partecipazione dei due fratelli Leitner, nipoti del fondatore, e a rilanciare l'azienda, furono create le prime filiali estere.
Nel 2000 l'azienda ha assunto il controllo del gruppo francese Poma (Pomagalski). L'evoluzione tecnica degli impianti funiviari, con l'introduzione dei sistemi ad ammorsamento automatico avvenuta nel 1983, ha aperto nuove prospettive di realizzazione di innovativi sistemi di trasporto urbano, come ad esempio il Minimetrò di Perugia, un sistema di trasporto urbano ettometrico a fune su rotaia. Sempre nel 2000 il suo settore per i mezzi battipista si è fuso con la storica impresa gardenese Prinoth, fondata da Ernesto Prinoth. Nel 2003 un'ulteriore diversificazione produttiva ha portato la Leitner ad entrare nel settore dei generatori eolici con il marchio LeitWind. Il 23 maggio 2009 l'azienda ha completato il restauro e quindi inaugurato la nuova funivia del Renon.
Dal 2011, assieme alle società affiliate Prinoth e Demaclenko, il gruppo Leitner si presenta come l'unico fornitore al mondo in grado di offrire tutta la tecnologia invernale completa. Nel novembre 2012 Leitner, insieme a BMW, ha progettato una cabina di lusso presso la funivia degli impianti sciistici di Hochzillertal in Austria. Al suo interno si trovano interni in pelle, porta bicchieri e schermi touch-screen. Nel 2015, Leitner completa la fusione societaria con la ditta Agudio S.p.A., storica azienda italiana di impianti a fune fondata da Tommaso Agudio. Nel 2016 il passaggio di testimone tra Michael e il figlio Anton, studi alla Bocconi e un'esperienza negli Stati Uniti nel private equity. Nel 2018 la società ha realizzato un centinaio di impianti a fune tra cui la funivia urbana a Santo Domingo e quella sul Piccolo Cervino, con la stazione a monte a 4.000 metri, la più alta d'Europa.

## Dati economici
Nel 2018 il gruppo Leitner ha superato il miliardo di euro con un aumento del 16% rispetto al 2017. Gli investimenti in ricerca e sviluppo sono di 25 milioni.